# Hambacher Schloss
Das Hambacher Schloss (ehemals Kästenburg, im Volksmund seit der Mitte des 19. Jahrhunderts auch Maxburg nach dem bayerischen Kronprinzen und späteren König Maximilian II.) beim Ortsteil Hambach der rheinland-pfälzischen Stadt Neustadt an der Weinstraße wurde im Mittelalter als Burg erbaut und in der Neuzeit schlossartig ausgestaltet. Wegen des 1832 dort ausgerichteten Hambacher Festes gilt es neben der Frankfurter Paulskirche als wichtiges Symbol der deutschen Demokratiebewegung.

## Geographische Lage
Das Hambacher Schloss erhebt sich auf 376 m Höhe südwestlich oberhalb von Hambach und westlich oberhalb von Diedesfeld auf dem nach ihm benannten Schlossberg (379,2 m). Der Berg gehört zur Haardt, einem Gebirgszug am Ostrand des Pfälzerwalds zur Oberrheinischen Tiefebene hin.
Das Schloss liegt an der Straße Hambacher Schloss. Diese besitzt als einzige Hausnummer die 1832, die dem Schloss zugeordnet ist. Die Hausnummer ist eine Referenz an das Jahr, in dem das Hambacher Fest stattfand.

## Geschichte

### Frühe Geschichte
Die ursprüngliche Anlage stammte aus dem 11. Jahrhundert und gehörte zum Eigentum der Salier. Sie erhielt ihren Namen nach dem Kästenberg (dem heutigen Schlossberg). Weil sie an strategisch günstiger Lage errichtet wurde, beherrschte sie die sich bei Neustadt kreuzenden Handelswege.
Der Speyerer Bischof Johannes I. († 1104), der verwandtschaftlich mit den Saliern verbunden war, vermachte die Burg dem Hochstift Speyer, dem sie über Jahrhunderte bis zum Ende der Feudalzeit gehörte. Die Burg spielte eine prominente Rolle bei der Verteidigung des Hochstifts im Mittelalter, wie zahlreiche Besuche von Bischöfen ab 1180 bezeugen. Viele Speyerer Bischöfe haben zeitweise hier residiert; Nikolaus von Wiesbaden empfing am 12. Juni 1388 in der Burgkapelle die Bischofsweihe.
Zu den sich nach der Burg benennenden Ministerialen gehörte Trushard von Kästenburg (bezeugt 1178 bis 1201). Er machte eine glänzende Karriere im Dienste Kaiser Heinrichs VI. Ab 1188 wurde er in die Lombardei entsandt, im selben Jahr wurde er Podestate von Chieri und Ivrea, dann 1193 kaiserlicher Vertreter in Italien, bevor er nach Speyer zurückkehrte und Schatzmeister wurde. Die Nachfolger von Trushard waren andere Familien, wie ab 1256 die Schnittlauch von Kästenburg.
1552 eroberten Truppen des Markgrafen und Söldnerführers Albrecht Alcibiades die Burg und brannten sie nieder, weshalb die Bischöfe in das nahe als Ersatz errichtete Schloss Geispitz zogen. Bischof Marquard von Hattstein ließ die Kästenburg notdürftig wieder aufbauen. Die Anlage diente danach einem bischöflichen Förster als Domizil.
Im Pfälzischen Erbfolgekrieg wurde die marode Anlage 1688 von den Franzosen niedergebrannt und blieb Ruine. Lediglich die dem Erzengel Michael geweihte Burgkapelle wurde nochmals aufgebaut und am 9. Juli 1723 wieder eingeweiht. Französische Revolutionäre plünderten diese am 30. Juli 1794 und zerstörten sie. Die dort von den Gläubigen verehrte Figur des Erzengels Michael banden sie dabei zum Spott an den Schweif eines Pferdes und ritten damit durch die Straßen. Die gesamte Burgruine fiel zunächst an den französischen Staat, später (1816) an das Königreich Bayern.
Um 1800 wurde ein Spitzbogen als Spolie in ein Wohnhaus in der nahen Andergasse eingebaut.

### Hambacher Fest

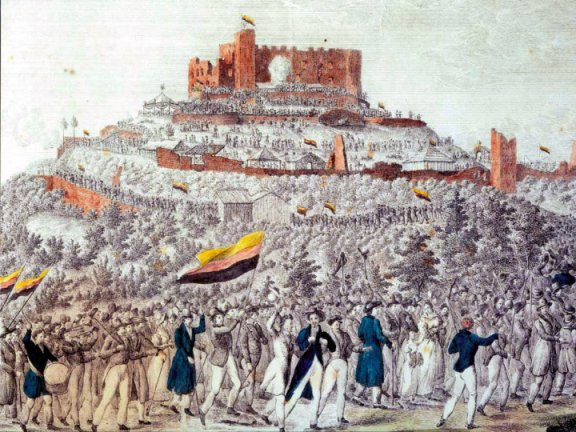
1832: Zug zum Schloss

1832 wurde die Schlossruine durch das von etwa 25.000 Menschen besuchte sechstägige „Nationalfest der Deutschen“ (27. Mai bis 1. Juni) zum Schauplatz der frühen Demokratiebestrebungen auf deutschem Boden.
Anlass war die Unzufriedenheit der pfälzischen Bevölkerung über Repressionsmaßnahmen der bayerischen Verwaltung. Diese hatte in den Jahren nach 1816 wichtige Errungenschaften zurückgenommen, die dem Volk in der Zeit der Zugehörigkeit zu Frankreich gewährt worden waren. Nachdem die bayerische Obrigkeit eine strenge Zensur eingeführt und politische Kundgebungen verboten hatte, gaben die Organisatoren die Veranstaltung als „Volksfest“ aus. Die Pfälzer fanden Unterstützung bei zahlreichen anderen Volksgruppen und Einzelpersonen.
Seit jenem Fest gilt das Hambacher Schloss als Sinnbild der Demokratie in ganz Deutschland.

### Neuzeit

#### Wiederaufbauprojekt Maximilians von Bayern
1842 machten die königstreuen Eigentümer die Burgruine dem bayerischen Kronprinzen und späteren König Maximilian II. zum Hochzeitsgeschenk. Seither wird das Schloss im Volksmund auch „Maxburg“ genannt. 1844 begann Bayern mit dem Wiederaufbau, zu dem August von Voit die Pläne lieferte. Obwohl dieser entsprechend dem Zeitgeschmack keine Rekonstruktion der mittelalterlichen Burg beabsichtigte, zeigen die Pläne zum neugotischen Schlossbau in Anlehnung an Hohenschwangau einen vergleichsweise behutsamen Umgang mit der vorhandenen Bausubstanz. So gehört von den so neugotisch anmutenden Erkern der Ostfassade der linke tatsächlich zur mittelalterlichen Burg. Frei erfunden sind an der Fassade lediglich das Maßwerk der Fenster und der Zinnenkranz. Bereits zwei Jahre nach dem Baubeginn gerieten die Arbeiten ins Stocken und kamen endgültig in den Revolutionsjahren 1848/49 zum Erliegen. Ausgeführt wurde lediglich die Hauptfassade des Wohnbaus sowie als Torso der seitlich und rückwärtig vom Hauptbau gelegene Altan. Über mehr als ein Jahrhundert blieb das Hambacher Schloss eine offene Bauruine.

#### Renovierungen seit dem 20. Jahrhundert
Das Schloss gelangte ins Eigentum des Landkreises Bad Dürkheim, als dieser 1969 Rechtsnachfolger des aufgelösten Landkreises Neustadt an der Weinstraße wurde. 2002 wurde es in eine neu gegründete Stiftung eingebracht, die Stiftung Hambacher Schloss, deren Träger das Land Rheinland-Pfalz, der Bezirksverband Pfalz, der Landkreis Bad Dürkheim und die Stadt Neustadt an der Weinstraße sind. Der Bund unterstützt die Stiftung finanziell.
Zum 150-jährigen Jubiläum des Hambacher Festes wurde das Schloss zwischen 1980 und 1982 für rund 12 Mio. DM (etwa 6 Mio. €) fast vollständig restauriert. Des Weiteren wurde die erste Dauerausstellung im Hambacher Schloss der Öffentlichkeit zugänglich gemacht. Seit 1982 kam es zu drei Dauerausstellungen, die letzte im Rahmen der großen Umbaumaßnahmen 2007/2008. Die letzte Dauerausstellung befindet sich seit Oktober 2008 unter dem Titel Hinauf, hinauf zum Schloss zuoberst in der 5. Etage.
Eine weitere Renovierung wurde 2006 begonnen und führte in ihrer ersten Phase zur Sperrung des Schlosses für den Besucherverkehr vom 17. Juli 2006 bis zum 24. Mai 2007. Dabei erfolgten unter anderem behindertengerechte Installationen samt Einbau eines Aufzugs. Zum 175-jährigen Jubiläum 2007 wurde das Schloss für ein halbes Jahr wieder geöffnet und zeigte in einer Ausstellung die geplanten Umbaumaßnahmen im Kontext der geschichtlichen Entwicklung der Burg bzw. des Schlosses. In der zweiten Phase der Renovierung, vom 4. November 2007 bis zum 7. November 2008, war das Gebäude wiederum für Besucher geschlossen. Die in dieser Umbauphase durchgeführten Maßnahmen, insbesondere die Entfernung einer erst 1980 eingezogenen großflächigen Holzdecke, wurden in der Öffentlichkeit kontrovers diskutiert. Der Bauabschnitt 2009–2011 umfasste den Neubau eines Restaurants mit über 100 Sitzplätzen. Der Umbau und die an die Umgebung angepasste Erweiterung des Schweizer Architekten Max Dudler wurde 2012 mit dem DAM Preis für Architektur in Deutschland des Deutschen Architekturmuseums ausgezeichnet.

#### Veranstaltungen und Tourismus
Während der Zeiten seiner Öffnung ist das Schloss Museum und Tagungsstätte mit rund 200.000 Besuchern pro Jahr. Die Ausstellung zeigt die Ereignisse von 1832, ihre Voraussetzungen und Nachwirkungen in Deutschland und Europa.
Ganzjährig finden dort Veranstaltungen und Empfänge des Landes Rheinland-Pfalz, des Landkreises Bad Dürkheim sowie der Stadt Neustadt an der Weinstraße statt. Ein prominenter Gast war am 6. Mai 1985 US-Präsident Ronald Reagan mit einer Rede an die Jugend der Welt. Auch deutsche Bundespräsidenten verbinden ihren Antrittsbesuch in Rheinland-Pfalz meist mit einer Visite der historischen Stätte. Am 21. März 1998 kam im Hambacher Schloss zur Erinnerung an die Deutsche Revolution 1848/1849 und mit Blick auf die Deutsche Wiedervereinigung 1989 in Anwesenheit der Präsidentin des Deutschen Bundestages Rita Süssmuth eine Kantate zur Uraufführung, in der Melodie-Motive des Deutschlandlieds mit Teilen der früheren DDR-Hymne „Auferstanden aus Ruinen“ verwoben wurden.
Zum Auftakt der Jubiläumsfeierlichkeiten wurde am 1. April 2007 erstmals der Hambacher-Schloss-Marathon durchgeführt, der von Neustadt hinauf zum Schloss und über verschiedene Weindörfer zurück nach Neustadt führte. Von mehr als 2350 gemeldeten Teilnehmern – Profis und Amateuren – waren schließlich 2200 am Start. Hauptredner des Festaktes am 27. Mai 2007 war der ehemalige Bundespräsident Richard von Weizsäcker. Bereits am 11. Mai 2007 war beim Mundartwettbewerb Dannstadter Höhe das Gedicht von Albert H. Keil „Nuff uffs Schloss“ mit einem Preis ausgezeichnet worden. Um ebenfalls an das historische Hambacher Fest zu erinnern, gingen am 19. Juni 2007 mehr als 11.000 pfälzische Schüler auf der überlieferten Route von Neustadt beziehungsweise von Kirrweiler zum Schloss und feierten dort das vom Bezirksverband Pfalz organisierte „Hambacher Fest der Jugend“.

## Bedeutung
Die „Maxburg“ gilt besonders für studentische Verbindungen als nationales Denkmal und Symbol der Freiheit und Brüderlichkeit; das Bauwerk so zu nennen hat deshalb insbesondere unter Studenten und Akademikern den Charakter eines Codes der Zugehörigkeit. Das Schloss ist eine Station der 2007 eingerichteten Straße der Demokratie, die von Frankfurt bis nach Lörrach führt.
2015 wurde das Hambacher Schloss von der Europäischen Kommission zum Europäischen Kulturerbe erklärt und mit dem Europäischen Kulturerbe-Siegel ausgezeichnet. Das restaurierte Bauwerk und seine Präsentation im Internet stünden „symbol- und beispielhaft für die europäische Einigung sowie für die Ideale und die Geschichte Europas und der Europäischen Union“.

## Verkehrsanbindung und Wandern
Östlich, südlich und westlich um das Hambacher Schloss herum führen auf den Hängen des Schlossbergs die ineinander übergehenden Kreisstraßen 9 und 14, die südliche und nördliche Ortslagen von Hambach miteinander verbinden. Etwas südöstlich der Burgschenke Rittersberg (Hotel, Restaurant, Café) erreicht diese als Einbahnstraße angelegte Straßenachse am südöstlich vom Rittersberg (531,8 m; Südostsporn der Hohen Loog, 618,7 m) gelegenen Kreuzungspunkt mit mehreren Waldwegen eine Höhe von 339,1 m. Dort liegt ein Wandererparkplatz, von dem aus das Schloss (40 m Höhenunterschied, etwa 300 m befestigte Wegstrecke, mit Sondergenehmigung befahrbar) erreicht werden kann.
Das Schloss ist an den öffentlichen Personennahverkehr (ÖPNV) angebunden. Ganzjährig verkehrt zum vorgenannten Parkplatz die Buslinie 502 der MNV Mittelhaardt Nahverkehrsgesellschaft GmbH, eines Tochterunternehmens der Firma Imfeld. Die Busse fahren täglich etwa alle 30 Minuten und sind in den Rheinland-Pfalz-Takt des Schienenpersonennahverkehrs (SPNV) am Hauptbahnhof Neustadt an der Weinstraße eingebunden. Auf der Linie gilt der Tarif des VRN. Das Rheinland-Pfalz-Ticket und das Saarland-Ticket (Ländertickets) werden auf dieser Linie nicht anerkannt.
Vorbei am Schlossberg führen die Nordroute der Pfälzer Jakobswege und der Pfälzer Keschdeweg. Vom Berg aus bietet sich ein weiter Blick etwa 200 m hinunter auf die Rebenhügel beidseits der Deutschen Weinstraße und auf die sich östlich anschließende Rheinebene.

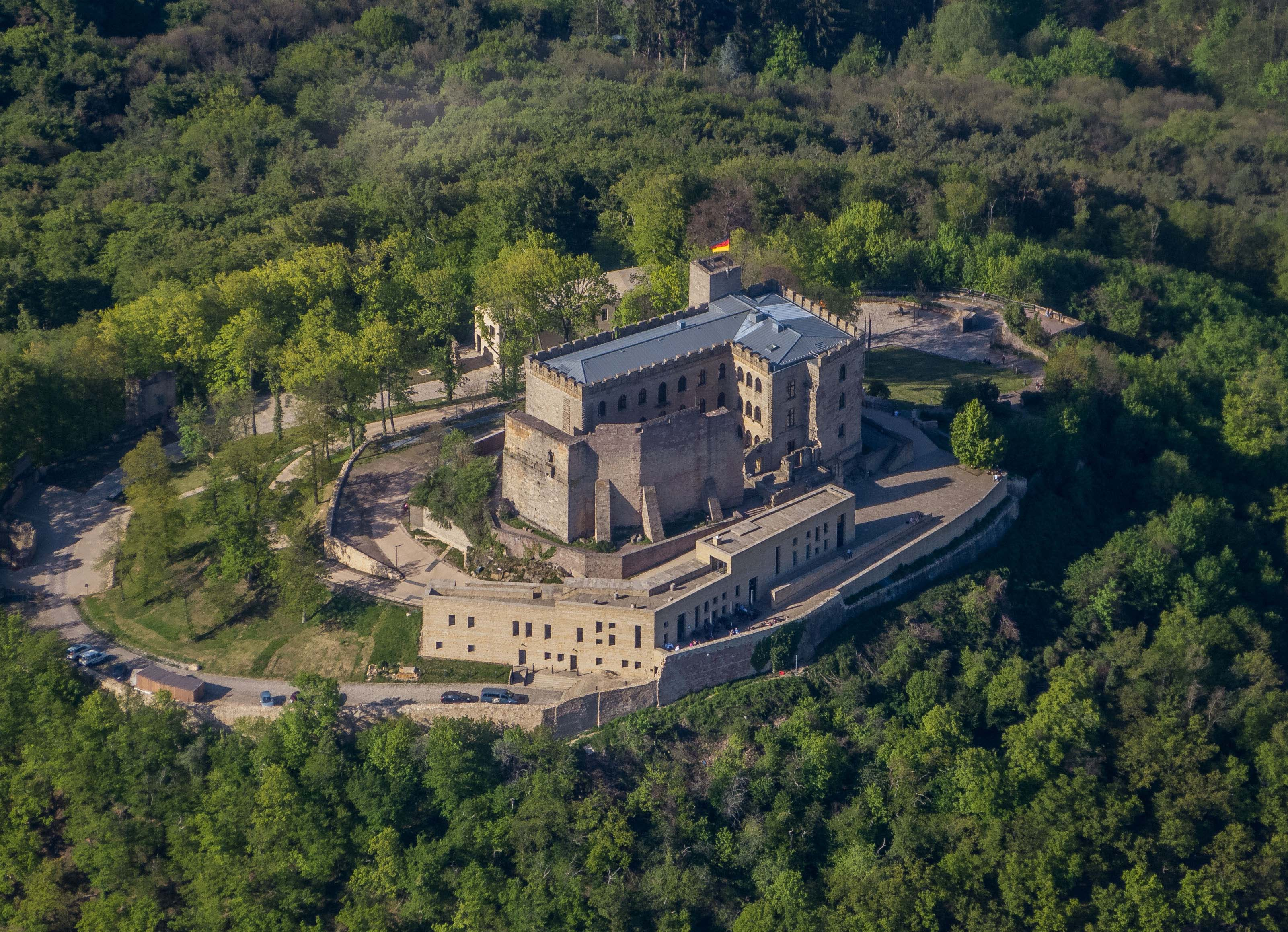
Hambacher Schloss, Luftbild von Süden
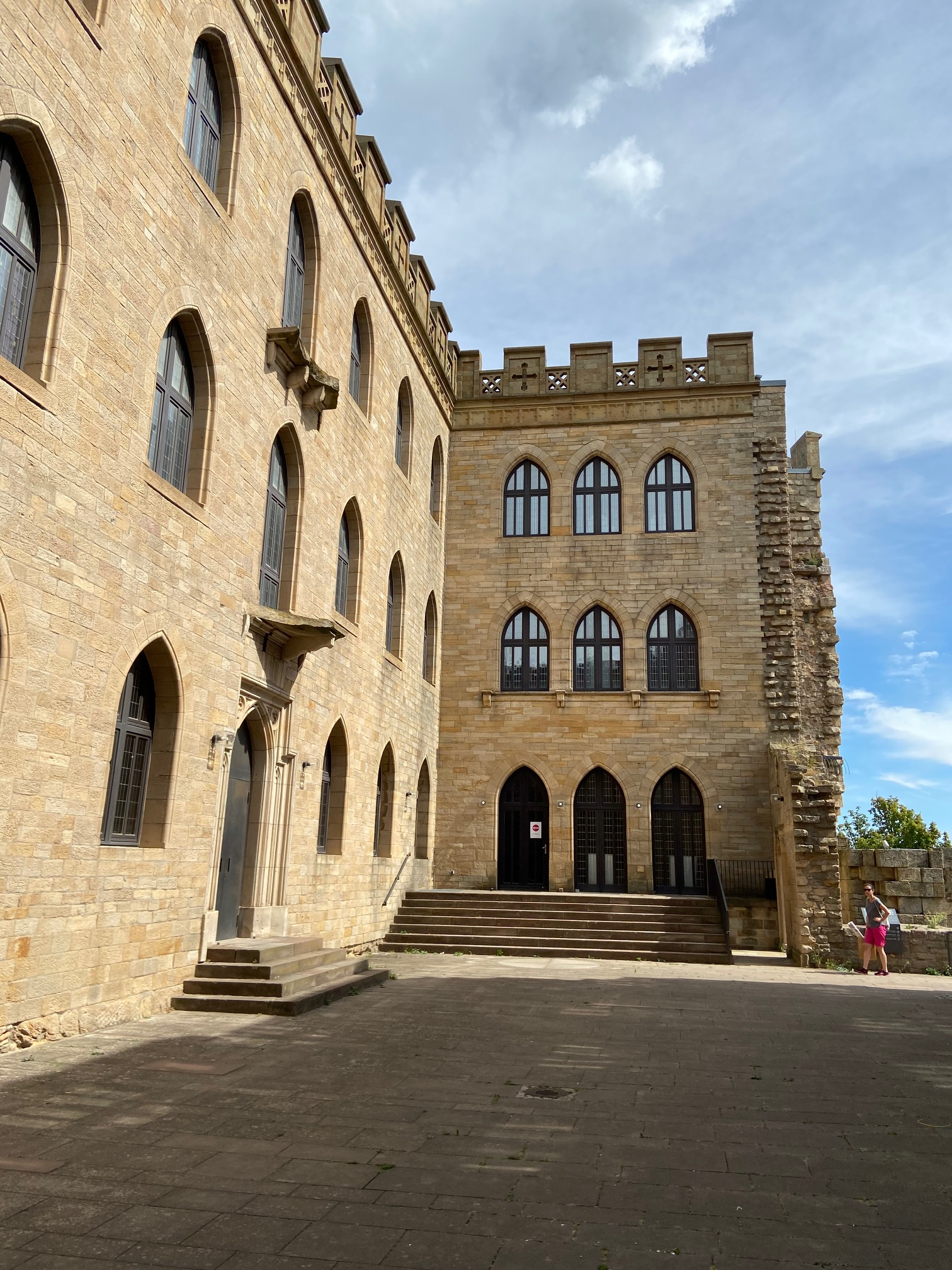
Schloss von Südwesten
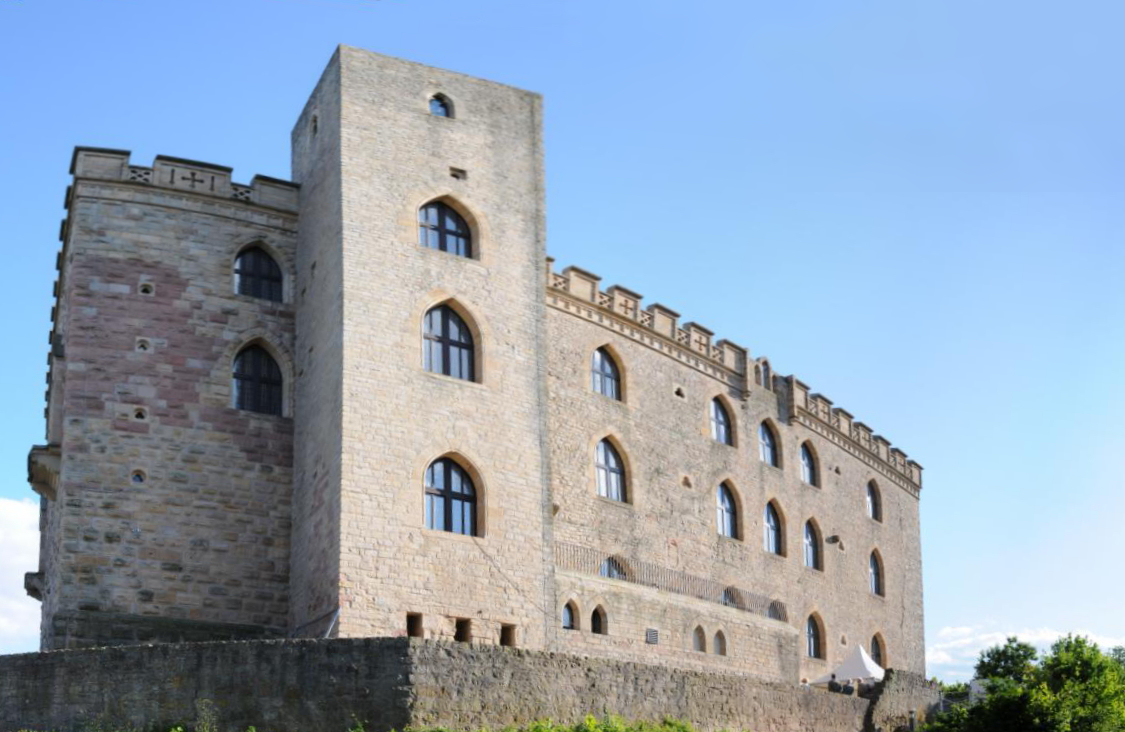
Schloss von Norden
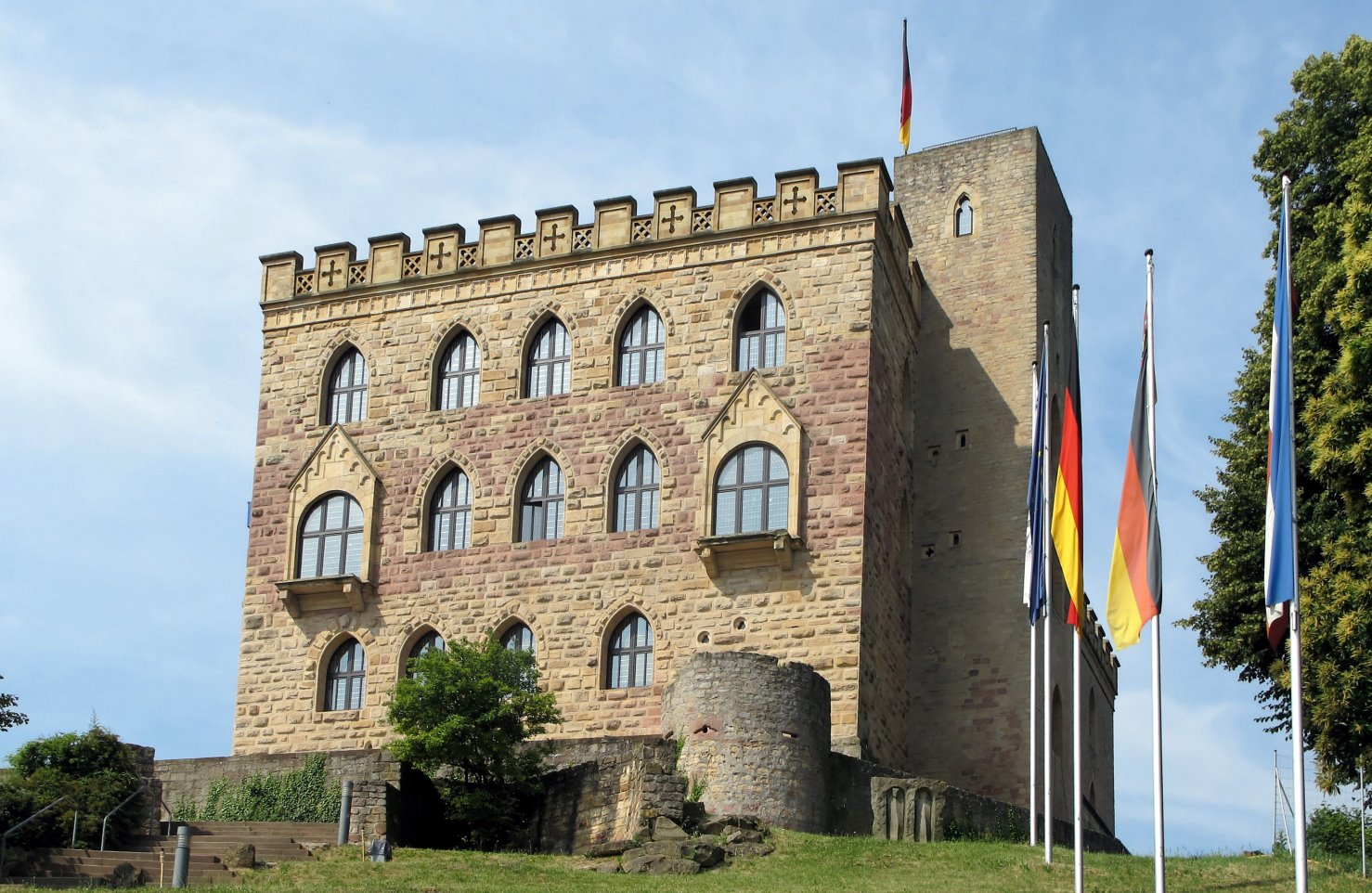
Schloss von Osten
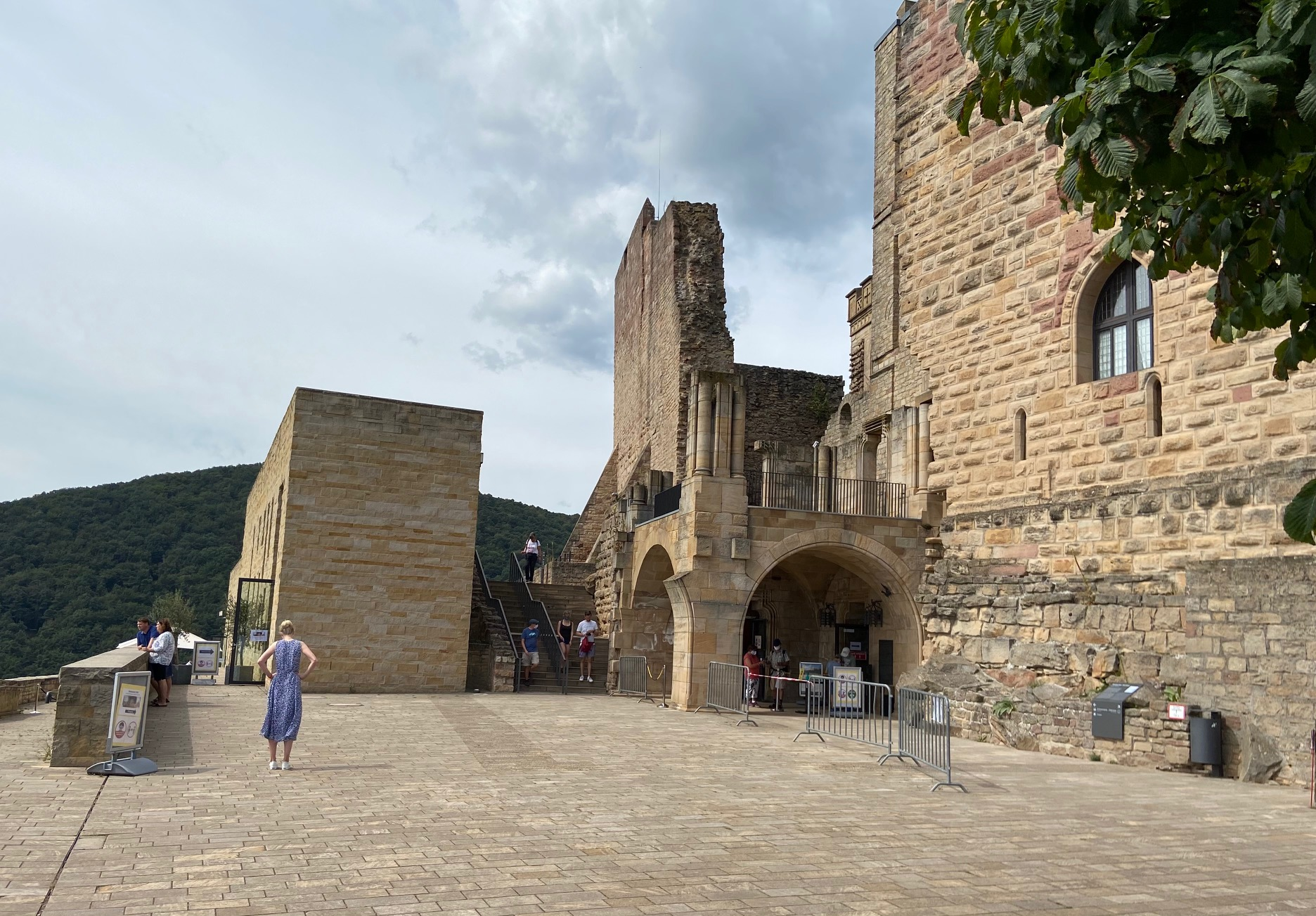
Schloss von Südosten mit Restaurantgebäude links
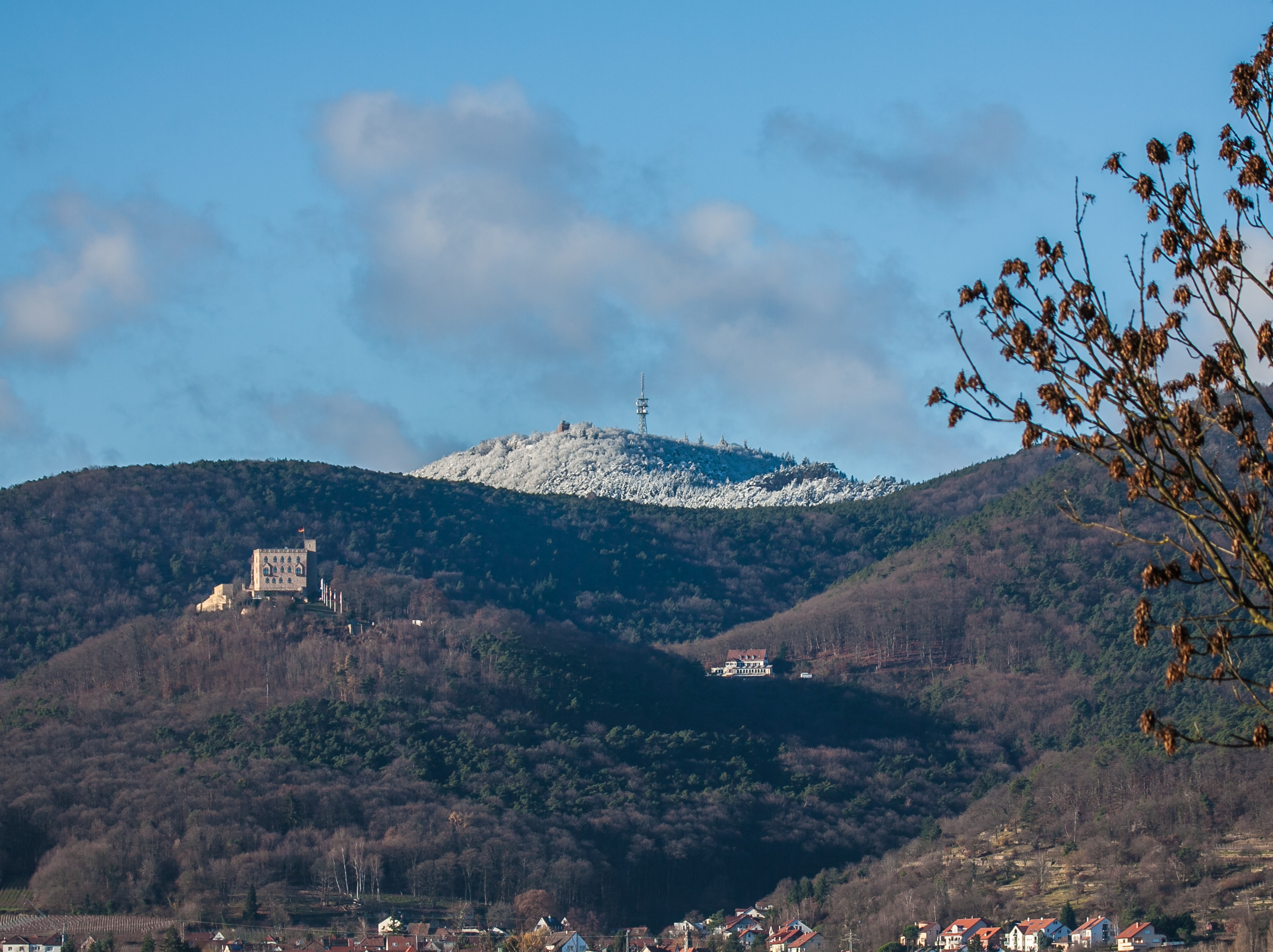
Schloss mit Burgschänke Rittersberg und Kalmit

## Stiftung
Am 1. Februar 2002 wurde die Stiftung Hambacher Schloss als Stiftung des öffentlichen Rechts gegründet. Ziele der Stiftung ist, das Hambacher Schloss als historische Stätte für ganz Deutschland und Europa zu erhalten und zu pflegen. Vorstandsvorsitzende ist Simone Schneider, Staatssekretärin im Ministerium des Innern und für Sport des Landes Rheinland-Pfalz.

## Film
- Wo die Demokraten träumten – das Hambacher Schloss. Dokumentarfilm, Deutschland, 2013, 29:00 Min., Buch und Regie: Utz Kastenholz, Produktion: SWR, Reihe: Bekannt im Land, Erstsendung: 16. Juni 2013 bei SWR Fernsehen, Inhaltsangabe von ARD.